# Association des artistes berlinois

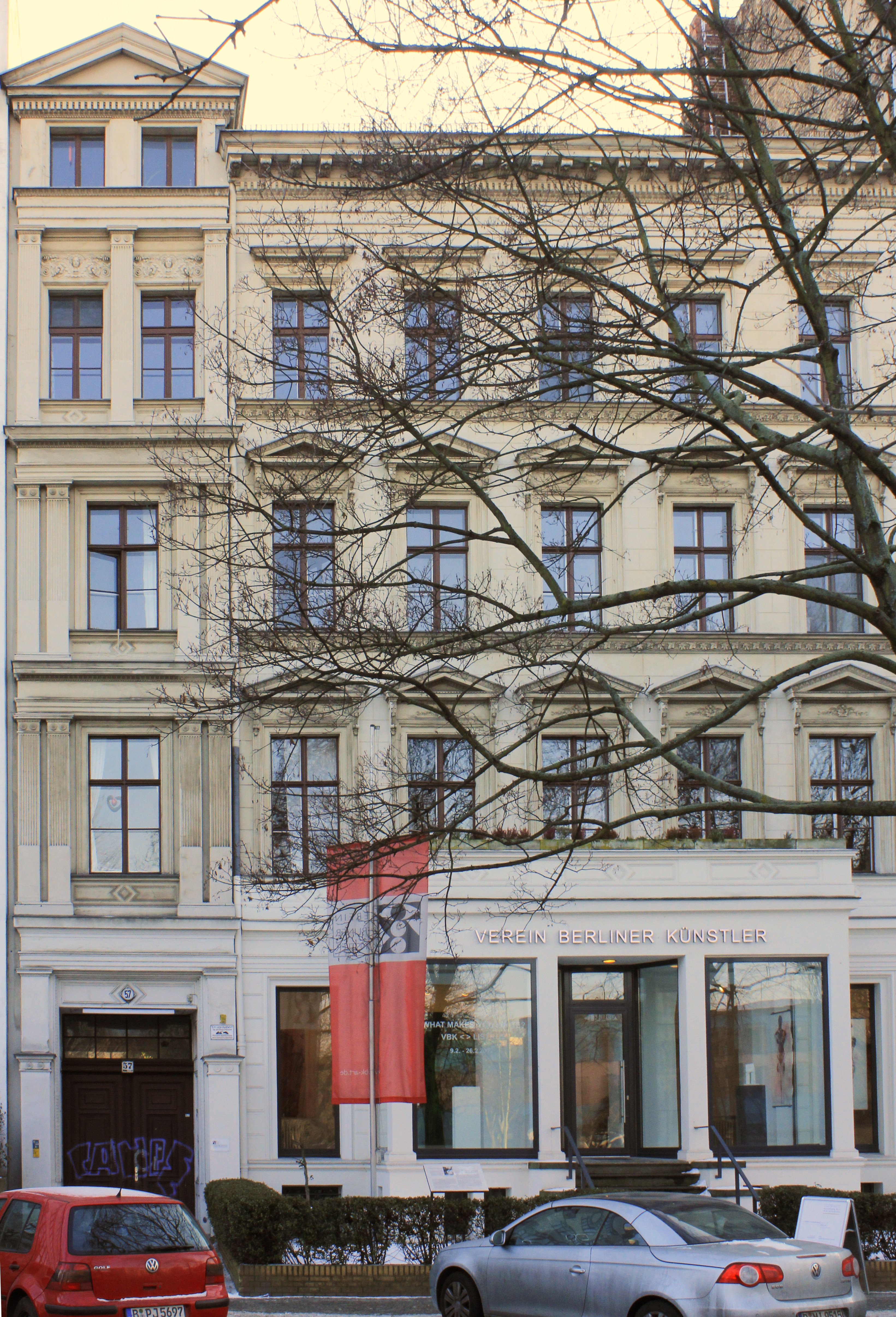
Association des artistes berlinois, Schöneberger Ufer 57, Berlin-Tiergarten

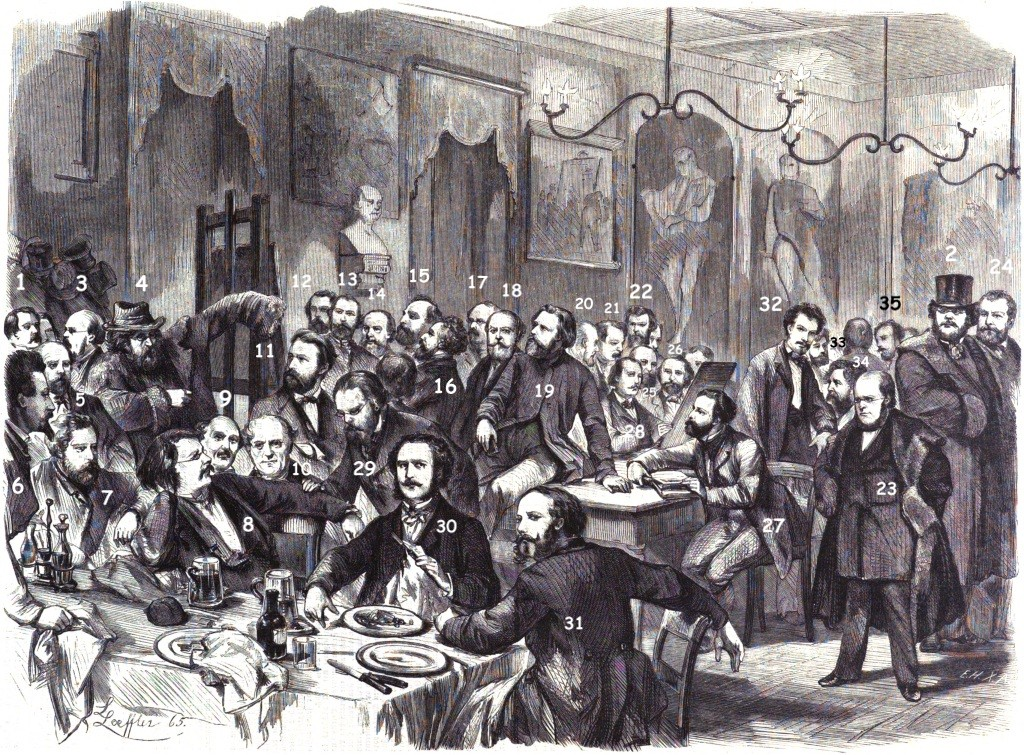
L'Association des artistes berlinois, 1865 : 1. Carl Graeb, 2. Theodore Alexander Weber, 3. Ludwig Burger, 4., 5. Julius Schrader, 6. Wilhelm Amberg, 7. Friedrich Kraus, 8. Wilhelm Scholz, 9. Friedrich Eduard Meyerheim, 10. Eduard Magnus, 11. Ludwig Knaus, 12. Reinhold Begas, 13. Bernhard Plockhorst, 14. Friedrich Drake, 15. Friedrich Wilhelm Wolff, 16. Carl Steffeck, 17. Wilhelm Riefstahl, 18. Theodor Hosemann, 19. Hermann Eschke, 20. Gustav Spangenberg, 21. Hermann Kretzschmer, 22. Albert Brendel, 23. Adolph von Menzel, 24. Ludwig Löffler, 25. Wilhelm Gentz, 26. Gustav Blaeser, 27. Karl Becker, 28., 29. Gustav Feckert, 30. Gustav Richter, 31. Eduard Hildebrandt, 32. Paul Friedrich Meyerheim, 33. August von Heyden, 34. Wilhelm Schirmer, 35. Hermann Brücke, 36. Moritz Coschell – Dessin de Ludwig Löffler

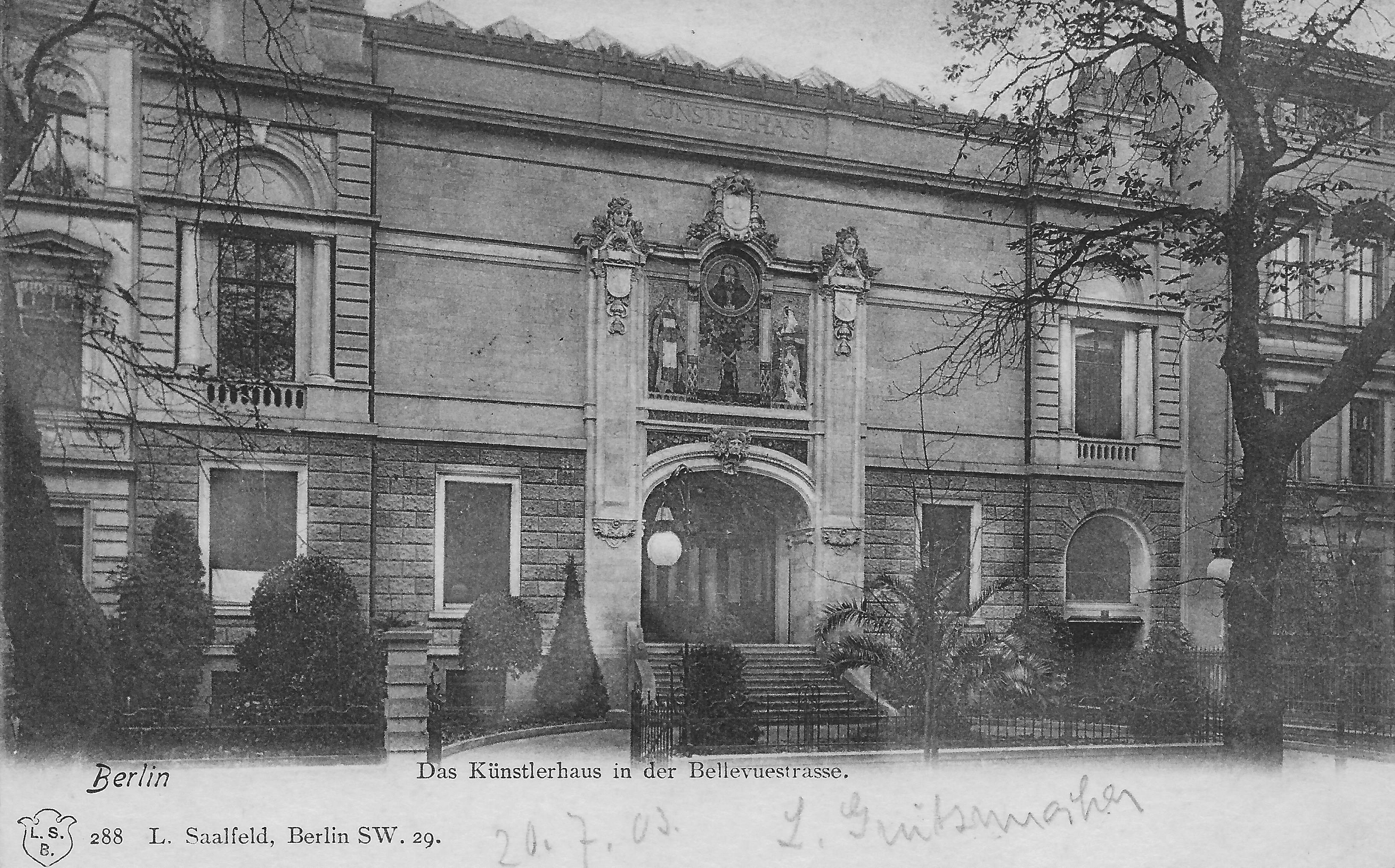
Maison des artistes Bellevuestrasse (1903)

L'Association des artistes berlinois (VBK) est une association allemande d'artistes visuels. La plus ancienne association d'artistes encore existante en Allemagne est fondée en mai 1841 par Johann Gottfried Schadow et est maintenant basée à Berlin-Mitte (quartier Tiergarten). Parmi ses membres, on compte depuis cette époque Adolph Menzel, Anton von Werner, Oskar Begas, Carl Steffeck, Max Liebermann, Philipp Franck, Walter Leistikow, Hans Baluschek, Otto Nagel, Georg Kolbe, Eckart Muthesius, Heinrich Zille, Felix Görling (de), Emil Orlik, Conrad Felixmüller, Richard Albitz et A. Paul Weber (de). En janvier 2016, 120 artistes berlinois des domaines de la peinture, du graphisme, de la photographie, de l'installation et des nouveaux médias sont inscrits en tant que membres. Le nombre total de membres depuis sa création jusqu'en 2011 est d'environ 1800.

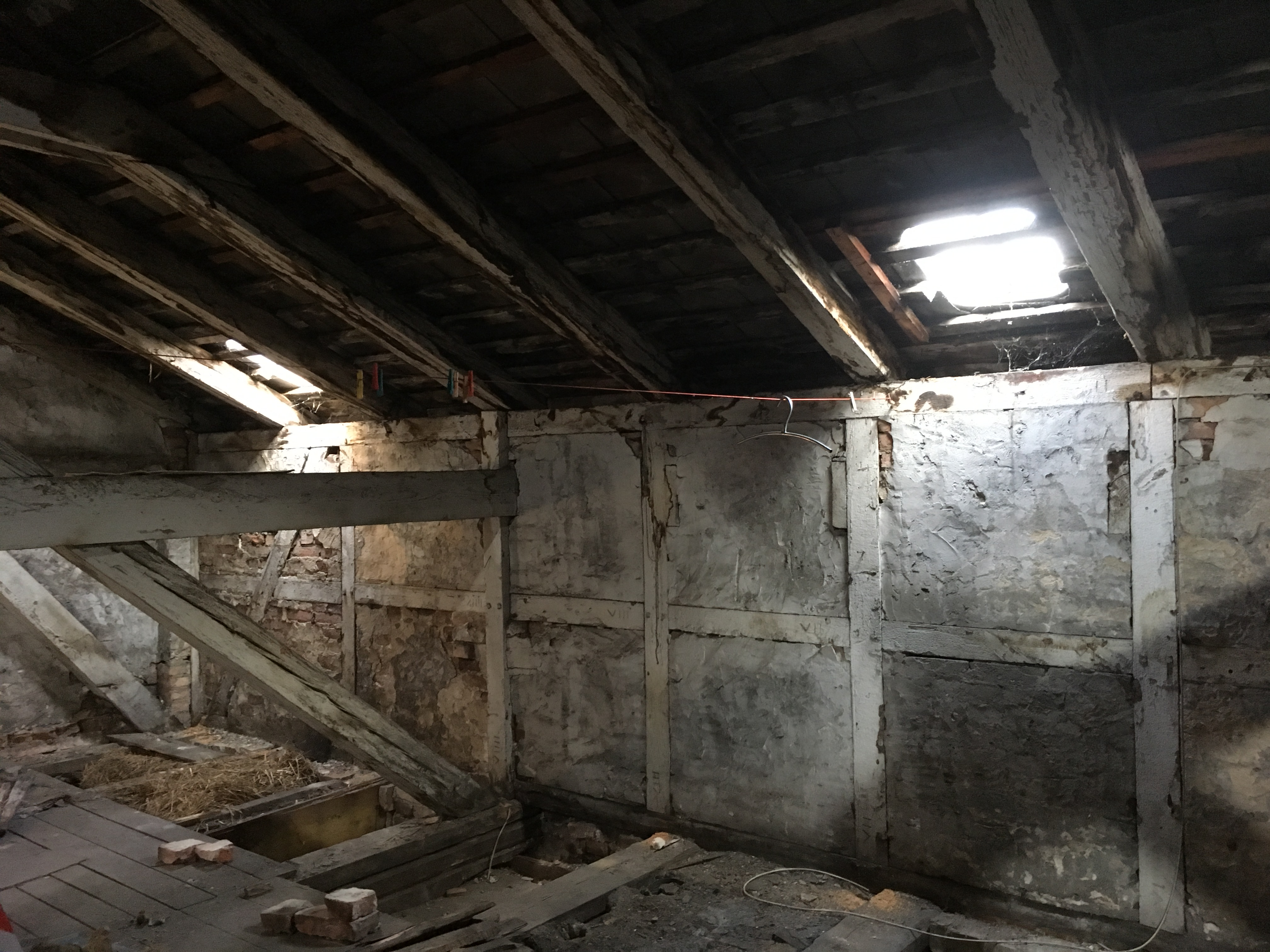
Charpente Association des artistes berlinois

## Histoire

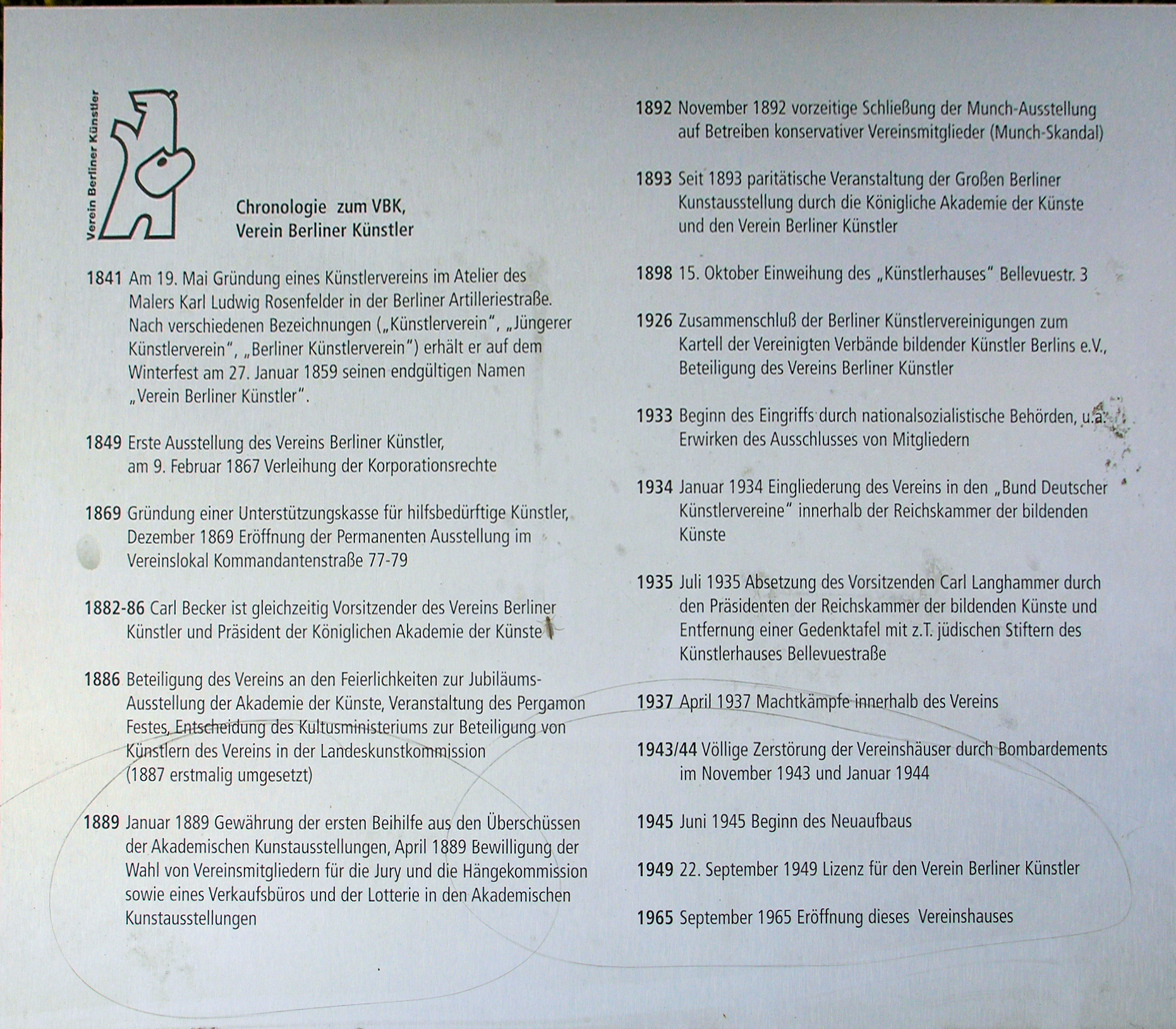
Plaque commémorative sur la maison au 57 Schöneberger Ufer à Berlin-Tiergarten

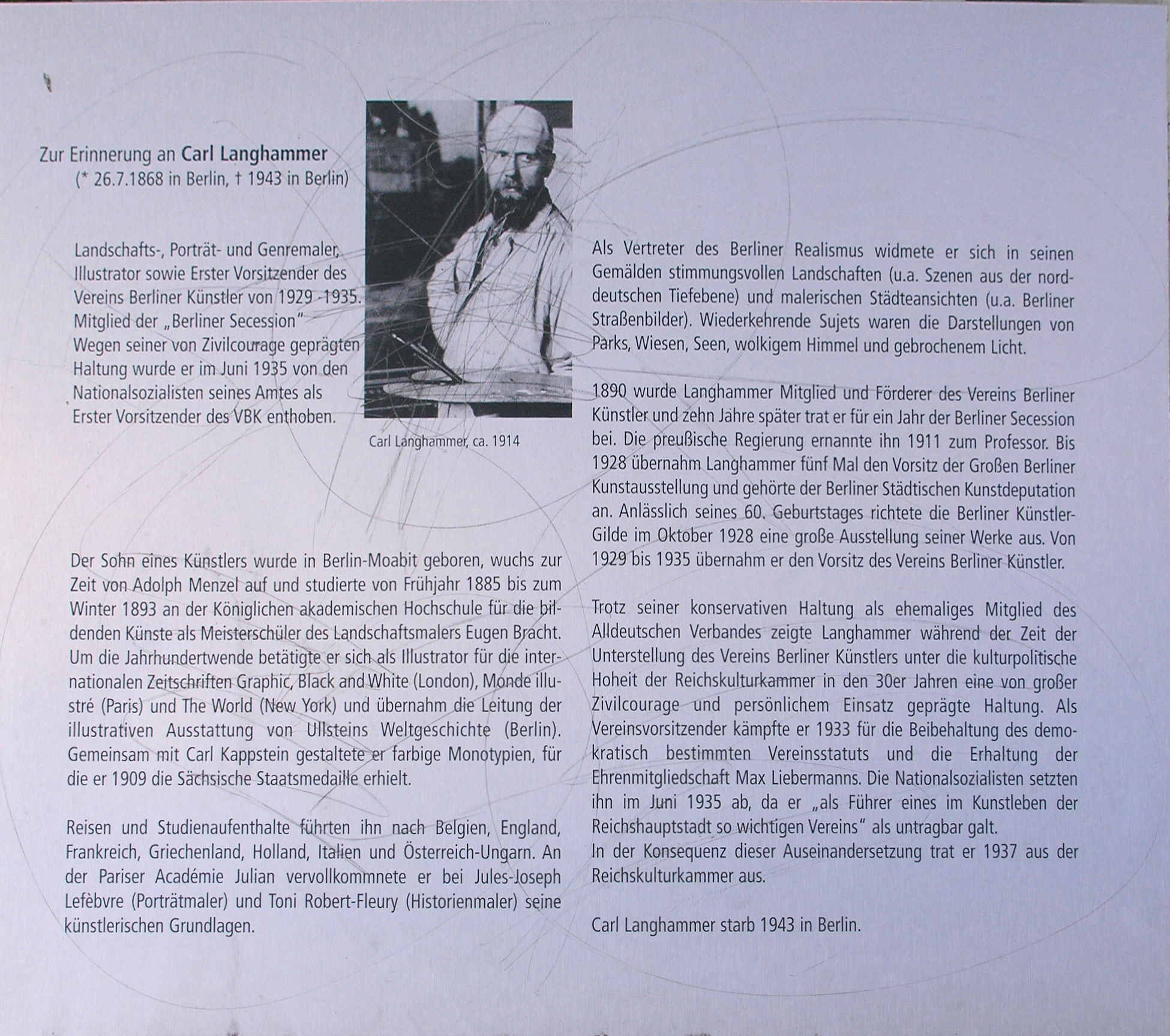
Plaque commémorative pour Carl Langhammer sur la maison du 57 Schöneberger Ufer

L'association est fondée en 1841 sous le nom d'Association des artistes berlinois. Elle est créée à la suite de la fusion des associations précédentes, l'Association des artistes de Berlin et l'Association des jeunes artistes. L'Association des artistes de Berlin est fondée en 1814 à la suggestion de Schadow et de l'architecte Louis Catel. Sa première session, avec 32 personnes dont plusieurs professeurs de l'Académie, a lieu le 27 novembre 1814. Le président de l'association est Schadow. L'Association des jeunes artistes est fondée en 1825 Au début de la vie de l'association, les artistes, alors exclusivement des hommes, se réunissent une fois par semaine pour examiner mutuellement leurs travaux et écouter des conférences sur des questions artistiques. L'association prend de plus en plus d'importance sur le plan social. Des caisses de secours sont créées pour les artistes en difficulté et leurs héritiers, souvent la principale source de revenus des personnes concernées. Après la révolution bourgeoise de 1848, l'association commence à peser sur la politique culturelle. Des propositions sont faites avec succès à l'Académie royale des arts et au ministère prussien des Affaires spirituelles, éducatives et médicales dans le but d'améliorer les conditions d'exposition et de fixer un budget pour les beaux-arts. En 1867, la VBK obtient les droits corporatifs. Ainsi, bien qu'il s'agisse d'une fondation purement privée, elle est intégrée dans le système institutionnel de la monarchie et dépend des décisions du ministère de l'Éducation.
Les fêtes d'artistes organisées par l'association sont des moments forts de la vie sociale berlinoise. À l'aide d'un fonds de costumes propre à l'association, des événements tels que "La cour des Médicis" au palais du prince héritier (1875), un spectacle pour les noces d'argent du couple prince héritier (1883) et le festival de Pergame de 1886 avec environ 1300 participants sont organisés.
Sous la présidence d'Anton von Werner, l'importance de l'association pour les revenus des artistes augmente à partir de 1887 grâce à une modernisation du programme d'exposition et de vente et à la construction d'un nouveau bâtiment de galerie à un emplacement central dans la Bellevue Strasse. Au sein des commissions et des comités officiels, la présence de l'association augmente au détriment de l'Académie, comme outil du gouvernement absolutiste Werner conserve le poste de président annuellement jusqu'en 1895 et l'occupe de 1899 à 1901 et enfin de 1906 à 1907.
Depuis 1893, le VBK peut organiser la Grande exposition d'art de Berlin sur un pied d'égalité avec l'Académie des arts. Dans ce contexte, elle est également impliquée dans les conflits qui mènent finalement à la Sécession de Berlin en 1898. Dans la suite, l'association s'est transformée en une communauté axée sur la tradition.

## Seconde Guerre mondiale
Pendant le national-socialisme, l'association perd en grande partie son indépendance et est intégrée dans les structures de la dictature. Contrairement à d'autres associations d'artistes de l'époque, elle n'est cependant pas dissoute. La maison d'exposition construite par Karl Hoffacker (de) au n° 3 de la Bellevuestrasse entre 1897 et 1899 et une deuxième maison près du Tiergarten sont détruites pendant la Seconde Guerre mondiale.
Dès juin 1945, deux mois après la fin de la guerre, quelques artistes tentent de redynamiser le VBK. La licence nécessaire n'est toutefois accordée qu'en septembre 1949. Ensuite, la nouvelle activité de l'association commence sous des conditions démocratiques.

## Présent
L'emplacement actuel du VBK, une maison de ville classée sur le canal Landwehr, est acquise en 1964. Le bureau, les archives artistiques et la propre galerie de l'association avec un petit jardin de sculptures s'y trouvent. Environ huit à dix expositions ont lieu chaque année. Surtout, des œuvres d'artistes contemporains sont exposées, le plus souvent par des membres de l'association, mais aussi par des invités nationaux et internationaux. Le club fête ses 175 ans en 2016 avec une exposition historique "pop-up", le festival anniversaire avec une installation lumineuse de Philip Geist, une exposition historique dans la galerie municipale, une exposition à la Citadelle de Spandau et une série d'expositions avec 86 œuvres des membres actuellement actifs,. L'année anniversaire est placée sous le patronage de la ministre d'État Monika Grütters. La charpente et la façade du 57 Schöneberger Ufer sont en cours de rénovation grâce aux fonds de la Fondation allemande pour la protection des monuments (DSD).

## Adhésion
Tout artiste vivant à Berlin et travaillant de manière professionnelle peut demander à devenir membre. Il n'y a pas de limite quant à l'orientation artistique et stylistique des travaux. Il n'y a pas non plus de limite d'âge, mais peu de jeunes artistes postulent pour devenir membres, c'est pourquoi la tranche d'âge actuelle se situe principalement entre 35 et 60 ans. Les artistes sont principalement originaires d'Allemagne, certains viennent également de l'étranger, mais tous vivent et travaillent principalement à Berlin.
L'adhésion à la VBK est payante. La cotisation est de 120 euros par an et les membres supportent également une partie des frais des expositions qui ont lieu.